# 三輪雅久
三輪 雅久（みわ まさひさ）は、日本の都市研究者。都市計画協会マスター都市プランナー。大阪市立大学名誉教授 。大阪市住宅審議会会長。大阪市都市景観委員 。2006年度日本都市計画学会功績賞・国際交流賞受賞 
代表的な業績は、工業地区計画の研究、大学、大学院等における教育。平成20年度春・瑞宝中綬賞 。

## 著書
- 都市づくりのこころ : 都市計画の手法と実践（三輪雅久、 大阪都市計画(史)研究会編、三輪雅久+大阪都市計画(史)研究会、2000
- 都市の土地利用計画 (F.スチュアート・チェピン・ジュニア (著)、 佐々波 秀彦 (翻訳)、 三輪 雅久 (翻訳) 鹿島研究所出版会 (1966)
- 近代日本建築学発達史 6編 都市計画 丸善（株）. 1972